# بونسی (دوره)
بونسی (به ژاپنی: 文政 Bunsei) یکی از دوره‌های ژاپنی بعد از بونکا و قبل از تنپو بود. این دوره از آوریل ۱۸۱۸ تا دسامبر ۱۸۳۰ ادامه داشت. در این دوره امپراتور نینکو امپراتور ژاپن بود.